# Thomas Bangalter
Thomas Bangalter (narozen 3. ledna 1975) je francouzský elektronický hudebník, lépe známý jako člen bývalé francouzské housové skupiny Daft Punk. Také vydával hudbu jako člen tria Stardust a dua Together. Podílel se také na tvorbě soundtracku k filmu Irréversible.

## Diskografie

### Alba
- Irréversible (2002)

### Extended play-e
- Trax on da Rocks (1995)
- Spinal Scratch (1996)
- Trax on da Rocks Vol. 2 (1998)
- Outrage (2003)